# Phreatia repens
Phreatia repens är en orkidéart som beskrevs av Johannes Jacobus Smith. Phreatia repens ingår i släktet Phreatia och familjen orkidéer. Inga underarter finns listade i Catalogue of Life.